# مرقد السيد إسحاق
مرقد السيد إسحاق (بالفارسية: امامزاده سید اسحاق) هو مرقد شيعي تاريخي يعود إلى الدولة السلجوقية والسلالة الصفوية، ويقع في ساوة.